# Pseudodorcus nitidus
Pseudodorcus nitidus es una especie de coleóptero de la familia Lucanidae.

## Distribución geográfica
Habita en Territorio del Norte y Queensland en  (Australia).